# متنزه غابة جامارا
حديقة غابة جمارا هي حديقة غابات تقع في غامبيا. وتبلغ مساحتها 579 هكتارًا.
تقع في نهر سنترال، ويقدر ارتفاع التضاريس فوق مستوى سطح البحر بـ 19 مترًا.